# Neoris schencki
Neoris schencki är en fjärilsart som beskrevs av Otto Staudinger 1881. Neoris schencki ingår i släktet Neoris och familjen påfågelsspinnare. Inga underarter finns listade i Catalogue of Life.